# Amerikanske film fra 1900
En liste over Amerikanske film udgivet i 1900
| Titel                                                   | Instruktør         | Skuespillere   | Genre                | Noter                        |
| ------------------------------------------------------- | ------------------ | -------------- | -------------------- | ---------------------------- |
| After Dark in Central Park                              |                    |                |                      |                              |
| Boarding School Girls' Pajama Parade                    |                    |                |                      |                              |
| Buffalo Bill's Wild West Parad                          |                    |                |                      |                              |
| Caught                                                  |                    |                |                      |                              |
| Clowns Spinning Hats                                    |                    |                |                      |                              |
| Capture of Boer Battery by British                      | James H. White     |                | Kortfilm, dokumentar |                              |
| The Enchanted Drawing                                   | J. Stuart Blackton |                |                      |                              |
| Feeding Sea Lions                                       |                    | Paul Boyton    |                      |                              |
| How to Make a Fat Wife Out of Two Lean Ones             |                    |                | Komedie              |                              |
| New Life Rescue                                         |                    |                |                      |                              |
| New Morning Bath                                        |                    |                |                      |                              |
| Searching Ruins on Broadway, Galveston, for Dead Bodies |                    |                |                      |                              |
| The Tribulations of an Amateur Photographer             |                    |                |                      |                              |
| Trouble in Hogan's Alley                                |                    |                | Komedie              |                              |
| Two Old Sparks                                          |                    |                | Kortfilm             | Produceret af Siegmund Lubin |
| The Wonder, Ching Ling Foo                              |                    | Ching Ling Foo | Kortfilm             | Produceret af Siegmund Lubin |
| Watermelon Contest                                      | James H. White     |                | Kortfilm             |                              |